# Wrocław Wąskotorowy
Wrocław Wąskotorowy – dawny pasażerski dworzec końcowy linii kolei wąskotorowej, łączącej Wrocław z Trzebnicą i Prusicami (niem. Breslau–Trebnitz–Prausnitzer Kleinbahn, Wąskotorowa Kolejka Wrocławsko – Trzebnicko – Prusicka). Zlokalizowany był przy dzisiejszym placu Stanisława Staszica 2a, wzdłuż ulicy Pomorskiej, nieopodal normalnotorowego Dworca Nadodrze. Budynek stacyjny zachowany jest do dziś, aczkolwiek pełni inne funkcje.
Ze względu na bardzo ciasną trójkątną działkę w bezpośrednim sąsiedztwie neoromańskiego kościoła św. Bonifacego oraz dwóch ozdobnych śródmiejskich skwerów zdecydowano się na bardzo ograniczony program użytkowy dworca. Pawilon odprawy podróżnych powstał w konstrukcji słupowo-ryglowej na podstawie projektu Karla Klimma z 1898 (inne źródła mówią, że architektem był Joseph Hauke). Parterowy pawilon powstał na wydłużonym w kierunku północ-południe nieregularnym rzucie. Formą architektoniczną i układem konstrukcji ryglowej budynek nawiązuje wedle różnych źródeł do niemieckiej architektury późnego średniowiecza i wczesnego renesansu, lub też ogólniej do regionalnej architektury Niemiec przetworzonej pod wpływem secesji. Nakryta stromym, krytym dachówką dwuspadowym dachem naczółkowym bryła rozrzeźbiona jest licznymi ryzalitami. Nietypowym rozwiązaniem jest optyczny podział elewacji na dwie kondygnacje – dolna część muru pozostała nieotynkowana, jak w północnych Niemczech, zaś górną otynkowano pomiędzy belkami konstrukcji, jak w Niemczech południowych. Duże, podzielone elementami konstrukcyjnymi okna doświetlają dawną halę poczekalni. Dodatkowo okienka poddasza zdobią rysunek elewacji.

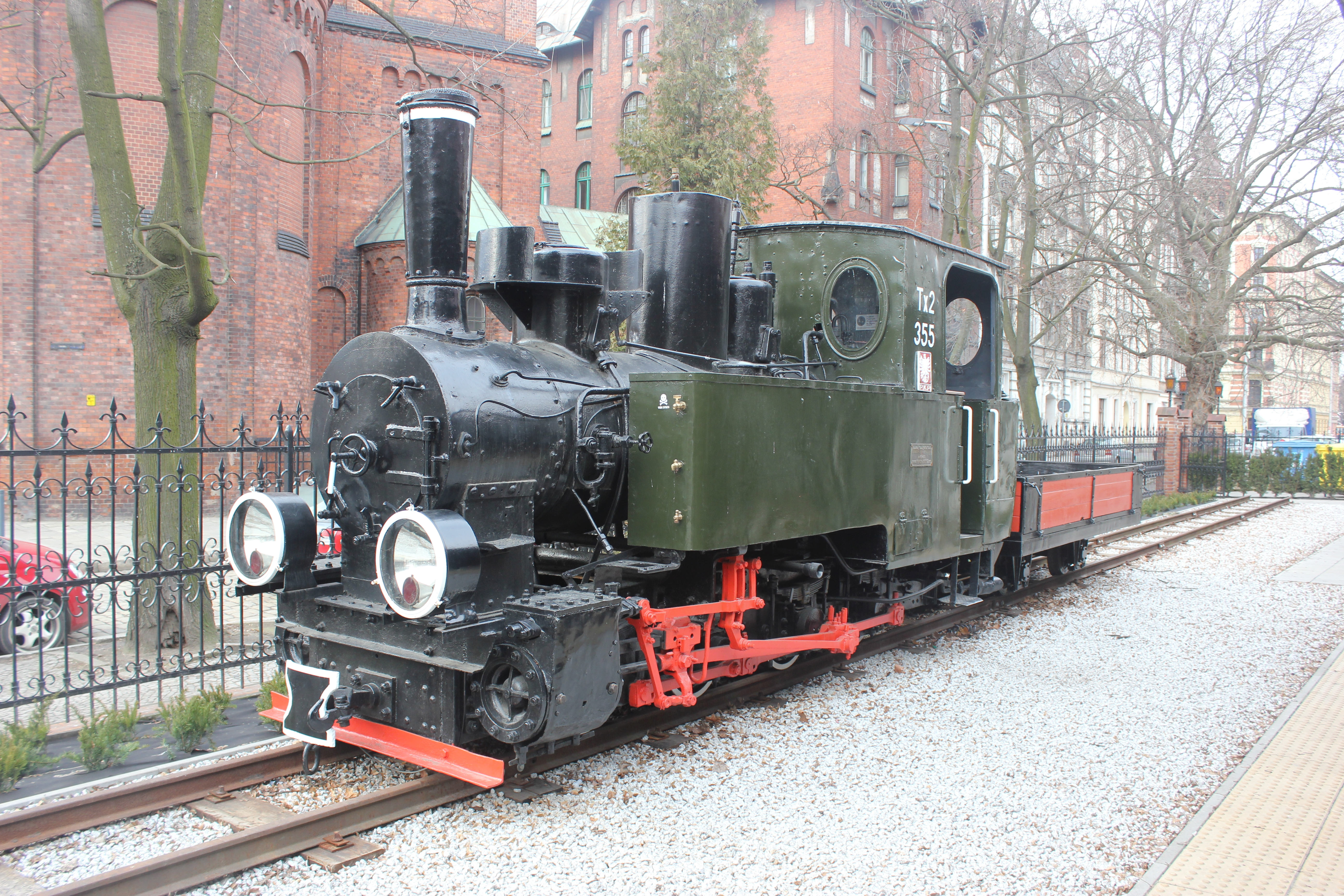
Lokomotywa Tx2-355 z 1911 roku ustawiona w 2016 r. jako pomnik koło budynku stacji Wrocław Wąskotorowy

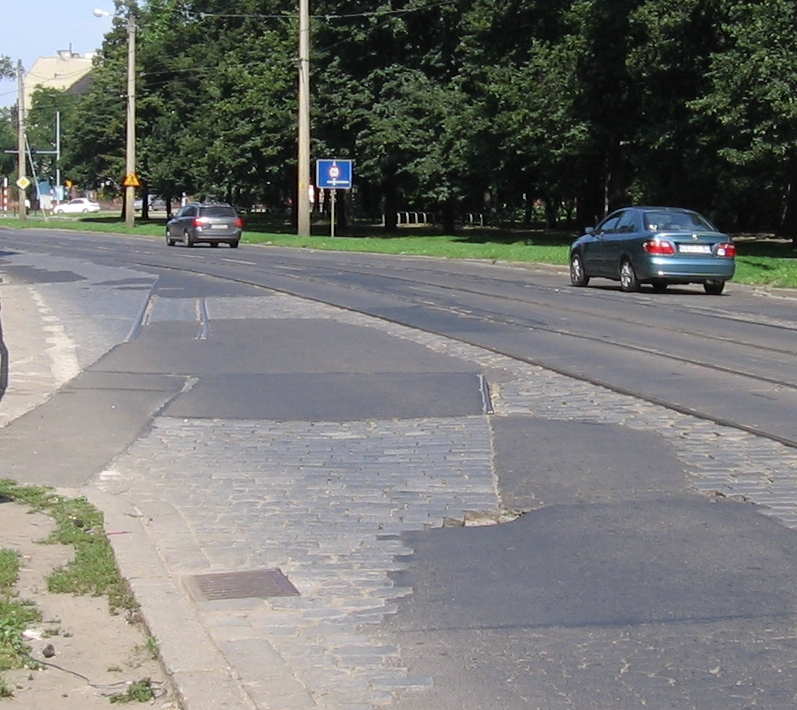
Pozostałość torowiska: widok od b. dworca miejskiego na ulicę Reymonta w kierunku północnym

Wąskotorową linię do Trzebnicy, tak jak i sam dworzec, otwarto do eksploatacji w 1899 roku. W 1903 odcinek od dworca do mostu Osobowickiego włącznie przebudowano dodając do obydwóch torów kolejowych trzecią szynę tworząc trójszynowy tzw. splot, pozwalający kursować na tym odcinku zarówno pociągom, jak i tramwajom. Dworzec miał układ czołowy i posiadał dwa tory peronowe od zachodniej strony budynku dworca, a ponadto dodatkowe dwa łączące się ze sobą przed kozłem oporowym tory od wschodniej strony. Ponieważ przy bardzo krótkich peronach mieściły się tylko po cztery dwuosiowe wąskotorowe wagony, dłuższe składy zatrzymywane były na ulicy, dzielone były przed wjazdem na dworzec na dwie części i dwiema lokomotywami wprowadzane na stację. Manewry związane z przetaczaniem wagonów komplikowały ruch pojazdów na ulicy Pomorskiej – tak tramwajów, jak i pozostałych – samochodów i pojazdów konnych do tego stopnia, że nawet w warunkach niewielkiego ruchu kołowego w I połowie XX wieku tworzyły się tu korki uliczne i zakłócenia regularności kursowania tramwajów – zdarzały się przypadki tak długiego oczekiwania na wolny przejazd, że dochodziło do „spiętrzenia” dwóch, a nawet trzech kolejnych kursów tramwajowych.
W dniu 15 grudnia 1951 zdecydowano się skrócić linię kolei i zamknąć Dworzec Miejski. Obsługę pasażerską oraz nazwę Wrocław Wąskotorowy przejął dotychczasowy dworzec towarowy na Karłowicach przy ul. Na Polance, za mostem Osobowickim. Budynek Dworca Miejskiego natomiast pełnił przez następne dziesięciolecia różne funkcje – m.in. magazynowe. W latach 60. XX wieku na jego torach stacyjnych wybudowano stację benzynową. Sam budynek dworca w latach osiemdziesiątych przekazano parafii św. Bonifacego. Został on rozbudowany wg projektu wrocławskich architektów Wandy i T. Kononowiczów w kierunku północnym o masywniejszy i dominujący nad całością trakt. Budynek stacji został przy tym zaadaptowany na dom katechetyczny. Obecnie obiekt jest w użytkowaniu Klubu Inteligencji Katolickiej.